# 僕らのミュージック
「僕らのミュージック」（ぼくらのミュージック）は、2014年5月7日に発売されたそれでも世界が続くならの1枚目のシングル。日本クラウンよりリリースされた。

## 解説
- キャリア初シングル｡
- ジャケットはおおはましのぶ描き下ろしイラスト。

## 収録曲
1. 僕らのミュージック
作詞・作曲:篠塚将行、編曲:それでも世界が続くなら
2. エスと自覚症状
作詞・作曲:篠塚将行、編曲:それでも世界が続くなら
3. 不燃ごみの日
作詞・作曲:篠塚将行、編曲:それでも世界が続くなら
4. 片方だけの靴
作詞・作曲:篠塚将行、編曲:それでも世界が続くなら